# Vancouver WCT 1973
Il Vancouver WCT 1973 è stato un torneo di tennis. È stata la 3ª edizione del Vancouver WCT, che fa parte del World Championship Tennis 1973. Si è giocato a Vancouver in Canada, dal 26 marzo al 1º aprile 1973.

## Campioni

### Singolare
Tom Gorman ha battuto in finale  Jan Kodeš con il punteggio di 3–6 6–2 7–5

### Doppio
Pierre Barthes /  Roger Taylor hanno battuto in finale  Tom Gorman /  Erik Van Dillen con il punteggio di 5–7, 6–3, 7–6